# Brugairolles
 Brugairolles  (en occitano Brugairolas) es una población y comuna francesa, en la región de Languedoc-Rosellón, departamento de Aude, en el distrito de Limoux y cantón de Alaigne.
Está integrada en la Communauté de communes du Razès Malepère.

## Demografía
| 252 | 267 | 221 | 199 | 207 | 196 | 251 |
| Para los censos de 1962 a 1999 la población legal corresponde a la población sin duplicidades (Fuente: INSEE [Consultar]) |     |     |     |     |     |     |